# Nauruaans voetbalelftal (mannen)
Het Nauruaans voetbalelftal is een team van voetballers dat Nauru vertegenwoordigt bij internationale wedstrijden. Het is geen lid van de FIFA en de OFC en is dus uitgesloten van deelname aan het WK en de OFC Nations Cup. Het land kreeg, net zoals bijna alle FIFA-leden, de overige onafhankelijke landen en enkele afhankelijke territoria die niet tot de FIFA behoren, een drieletterige voetbalcode mee, NRU.
Nauru speelde in zijn geschiedenis slechts één wedstrijd, tegen de Salomonseilanden. Deze vriendschappelijke en niet door de FIFA erkende wedstrijd vond plaats in het district Denigomodu op 2 oktober 1994. Nauru won de wedstrijd met 2-1, en daarmee is Nauru het enige land ter wereld dat 100% van alle gespeelde wedstrijden heeft gewonnen.
De Nauruaanse Voetbalbond werd in 2018 heropgericht met Kaz Cain als President en de Brit Charlie Pomroy werd aangesteld als Bondscoach
In Augustus 2024 kreeg het Nauruaanse Voetbalelftal nieuwe tenues van het Britse merk Stingz Prowear, De opbrengst van de verkoop van deze shirts ging direct naar de Nauruaanse Voetbalbond met als doel een nieuw team samen te stellen en de eerste officieel erkende interland te kunnen spelen.

1 CONCACAF-lid · 2 geassocieerd CAF-lid · 3 geassocieerd OFC-lid · 4 geassocieerd AFC-lid